# Celosia humbertiana
Celosia humbertiana là loài thực vật có hoa thuộc họ Dền. Loài này được Cavaco mô tả khoa học đầu tiên năm 1952.